# Сикитэй Самба
Сикитэй Самба (яп. 式亭三馬, しきていさんば, 1776 — 1822) — японский писатель и каллиграф периода Эдо. Работал в жанрах лирической сатиры, романов для взрослых, популярных рассказов для простолюдинов. Настоящее имя — Кикути Хисанори (яп. 菊地久徳, しげたさだかず).

## Биография
Сикитэй Самба родился в 1776 году в городе Эдо в семье мещанина. Ещё в юном возрасте он начал писать короткие рассказы в шутливом жанре гэсаку. Самба, как и большинство тогдашних жителей Эдо, был носителем гедонистического мировоззрения, но имел задатки торговца. Он руководил небольшой аптекой в районе Нихонбаси, в которой кроме лекарств продавал духи и зубную пасту собственного производства. На продаже этих нехитрых, но хорошо разрекламированных товаров, Самба разбогател.
Первое комедийное произведение «Кукловоды этого мира» (яп. 天道浮世出星操) Сикитэй Самба опубликовал в 1794 году. Оно принесло ему признание писателя. Самба работал в комедийном жанре до начала реформ Кансэй, но после введения жёсткой цензуры перешёл к эпично-героическому жанру. В 1806 году он издал «Рассказ о негодяе Юкитаро» (яп. 雷太郎強悪物語), взявшись за издание иллюстрированных повестей в стиле гокан.
С конца XVIII века Самба работал также в жанре сатирико-куртуазных романов, реалистически изображая роль куртизанок и проституток в японском обществе. В своих произведениях он активно употреблял диалоги, шутки, анекдоты и диалектизмы. Самыми успешными работами Самбы стали романы «Современные бани» и «Современные цирюльни» (яп. 浮世床). В противоположность Дзиппэнся Икку, он высмеивал японский социум не через вымышленных персонажей, а через реальных людей, детально описывая их пристрастия, привычки, душевные порывы.